# Ferdinand Bloch-Bauer
Pour les articles homonymes, voir Bloch et Bauer.
 (mai 2021).
Si vous disposez d'ouvrages ou d'articles de référence ou si vous connaissez des sites web de qualité traitant du thème abordé ici, merci de compléter l'article en donnant les références utiles à sa vérifiabilité et en les liant à la section « Notes et références ».
Ferdinand Bloch-Bauer, né le 16 juillet 1864 à Jungbunzlau en Tchéquie, est un fabricant de sucre austro-tchèque et un amateur d'art. Il épouse, en 1899, Adele Bauer, qui devient la muse de son ami Gustav Klimt. Son épouse meurt prématurément en 1925. En 1938, contraint à l'exil après l'Anschluss, il meurt, peu de temps après la guerre, le 13 novembre 1945, à Zurich en Suisse. Il ne peut récupérer les portraits de son épouse réalisés par Klimt.

## Jeunesse et éducation
Ferdinand Bloch est né à Mladá Boleslav (Tchéquie) en 1864. Il est le troisième fils du fabricant de sucre et banquier juif David Bloch (1820-1892). Il fréquente l'académie commerciale de Prague et suit des cours de finance à Berlin. Il travaille ensuite pour l'entreprise familiale qui, sous sa direction, devient une grande entreprise européenne.

## Mariage avec Adele Bauer et amitié avec Klimt

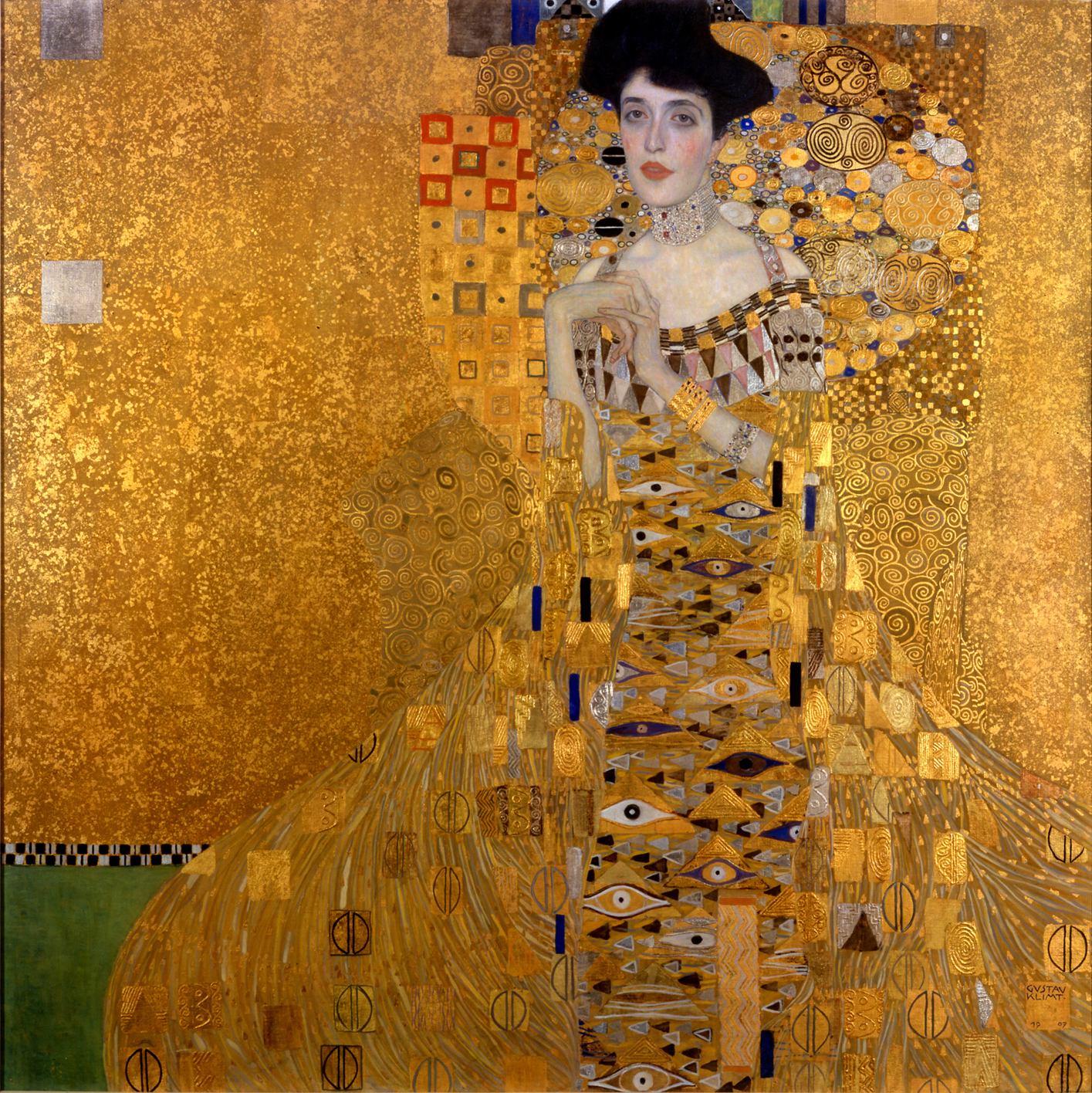
Adele Bauer par Gustav Klimt (Portrait d'Adele Bloch-Bauer I).

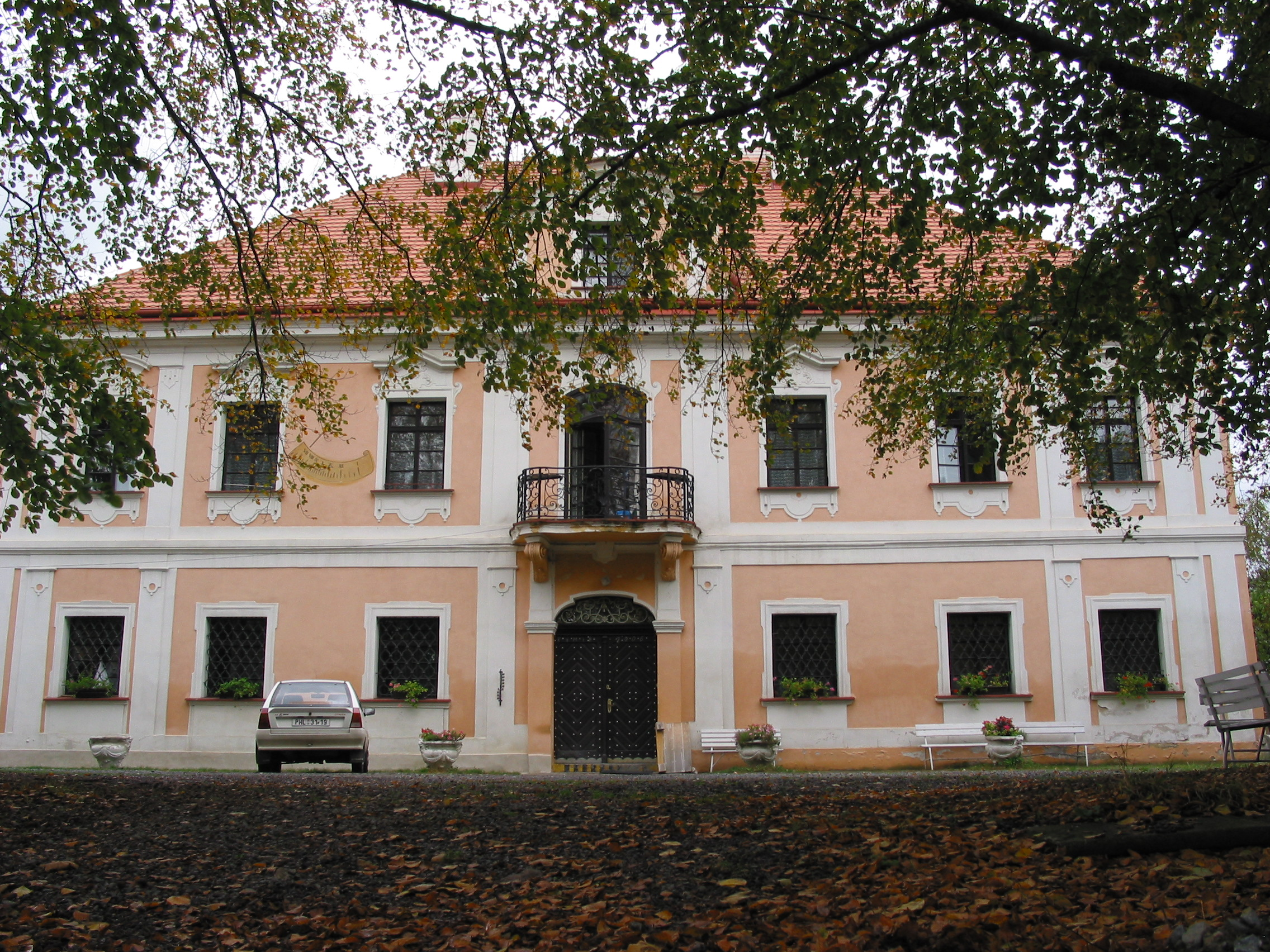
Château de Panenské Břežany (en allemand : Jungfern-Breschan) près de Prague.

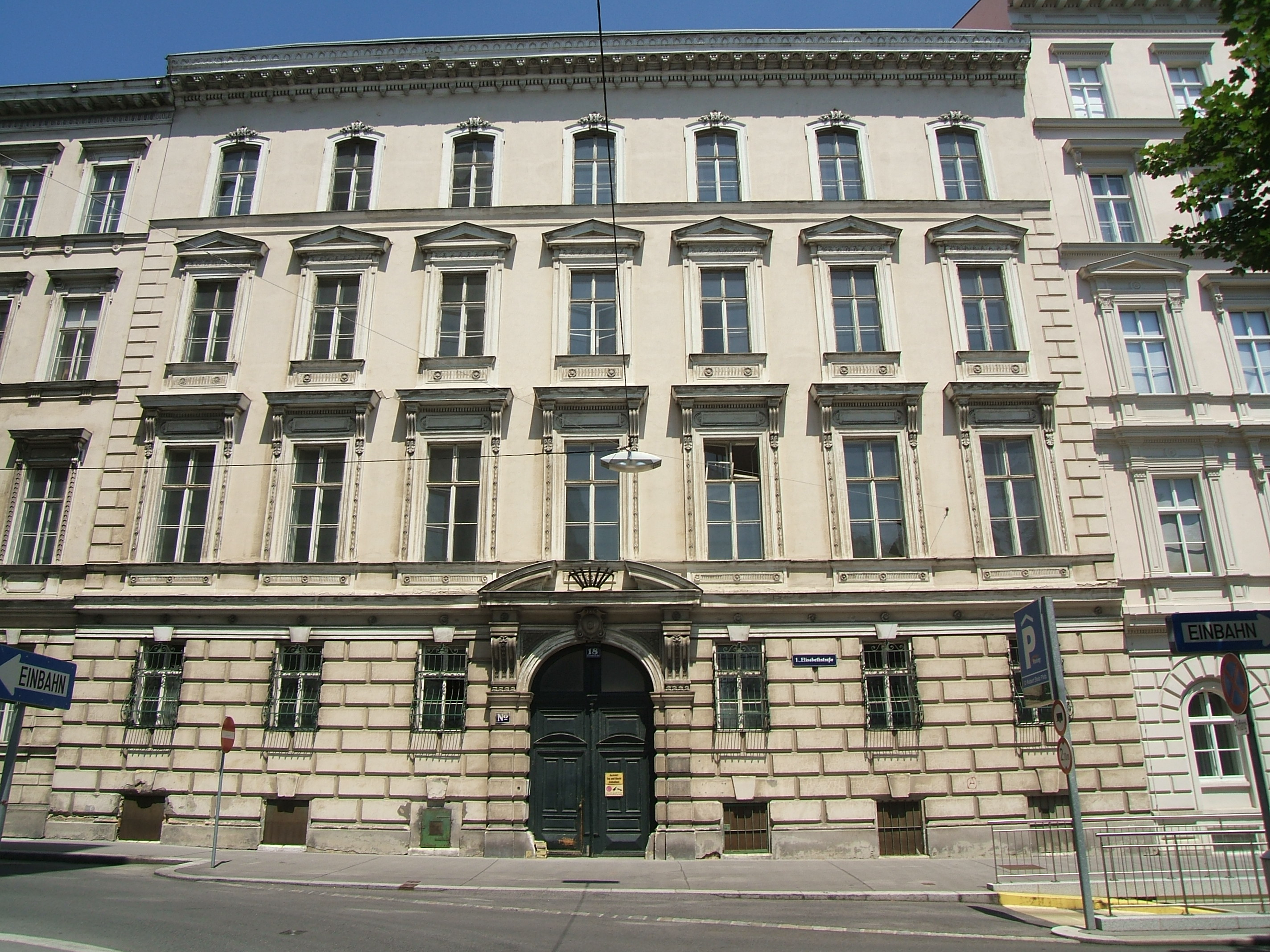
Résidence temporaire à Vienne, Elisabethstraße 18.

En 1899, à l'âge de 35 ans, Ferdinand Bloch rencontre Adele Bauer, âgée à l'époque de 18 ans et fille de Moritz Bauer (1840-1905), directeur général de la Wiener Bankverein (de), une banque viennoise, et président des chemins de fer orientaux. Ils se marient avant la fin du mois de décembre de la même année. Adele Bloch-Bauer souffre de deux mortinaissances et son troisième enfant meurt le lendemain de sa naissance. En 1917, le couple et celui que forme sa sœur Thérèse Bloch-Bauer avec Gustav Bloch, le frère de Ferdinand, décident de prendre tous deux le nom de famille Bloch-Bauer.
Ferdinand Bloch-Bauer et son épouse sont des personnalités respectées de la fin de siècle à Vienne et de la Première République autrichienne. Dans leurs locaux situés au 10 de la Schwindgasse, dans le 4e arrondissement de Vienne, Wieden, puis au 18 de la Elisabethstraße (de), dans la ville intérieure, des personnalités de la politique, de l'économie et de la culture telles que Karl Renner, Julius Tandler et Stefan Zweig fréquentent les lieux, avec lesquels Adele Bloch-Bauer, intellectuellement très vive et encline à la social-démocratie, entretient des contacts intensifs.
Le couple entretient une relation particulière avec le peintre autrichien Gustav Klimt, pour lequel Adele pose souvent et que Ferdinand soutient financièrement. Le palais de la famille Bloch-Bauer, dans la Elisabethstraße, contient plusieurs tableaux de Klimt, comme le Portrait d'Adele Bloch-Bauer I ou le Pommier I, qui avaient été commandé par Ferdinand Bloch-Bauer.
En 1909, Ferdinand Bloch-Bauer acquièrent les domaines de « Jungfern Breschan » et d'Odolena Voda en Bohême, où il vit dans le château inférieur et abrite ses collections d'art. Après l'effondrement de la monarchie des Habsbourg, il opte pour la nationalité tchécoslovaque en 1918/1919 et conserve ce domaine près de Prague comme résidence principale.

## Mort d'Adele Bloch-Bauer et expulsion
Le 24 janvier 1925, Adele Bloch-Bauer meurt d'une méningite et demande dans son testament que son mari lègue ses tableaux de Klimt à la Galerie nationale autrichienne après sa mort. Après 1945, la république d'Autriche fonde sa revendication de propriété sur ce passage, affirmant qu'il contient une disposition contraignante. Dans la procédure d'homologation au nom de son épouse décédée, Ferdinand Bloch-Bauer déclare que les tableaux en question avaient de toute façon toujours été sa propriété (implicitement : son épouse ne pouvait donc pas en disposer). Des tableaux importants sont ainsi transférés à la future Österreichische Galerie Belvedere pendant l'ère nazie sans l'autorisation de Bloch-Bauer, même de son vivant. 
Ferdinand Bloch-Bauer respecte partiellement le souhait de sa femme et donne certains tableaux avant même sa mort. En 1927, le Nordböhmisches Gewerbemuseum (de) (musée du commerce de Bohème du Nord) acquiert une collection de peintures et de dessins de Bloch. Après l'Anschluss, que Bloch-Bauer tente d'éviter en soutenant les opposants nazis, il est expulsé par les nazis et doit laisser tous ses biens derrière lui. Sa propriété de Jungfern Breschan est confisquée après l'occupation nazie du "reste de la Tchécoslovaquie" ; le château inférieur devient le siège du protectorat nazi de Bohême-Moravie entre 1939 et 1942.
Ferdinand Bloch-Bauer s'enfuit d'abord à Prague, puis à l'automne 1938 à Zurich en passant par Paris, où il vit à l'hôtel Belle Rive et meurt appauvri le 13 novembre 1945. Son corps est incinéré au crématorium de Sihlfeld D, comme il l'avait souhaité dans son testament. Son urne est enterrée à Vienne, à côté de celle de son épouse, dans la tombe familiale, dans le columbarium du crematorium de Simmering.. 

## Litige juridique sur les peintures de Klimt
Dans son testament, Ferdinand Bloch-Bauer lègue les tableaux aux enfants de son frère, Gustav Bloch: La moitié de sa fortune est allée à sa nièce préférée Louise Baronin Gutmann (1907-1998), l'autre moitié à parts égales à son neveu Robert Bloch-Bauer Bentley (1903-1987) et à sa nièce Maria Altmann. Un conflit juridique entre les héritiers et la république d'Autriche suit pendant de nombreuses années et se termine en 2006 par la restitution à Maria Altmann et à ses cohéritiers des tableaux confisqués par les nazis. Elle est la dernière nièce survivante.

## Honneurs
- 1934 : Croix de Commandeur de l'Ordre du Mérite autrichien[5].
- 2016 : Nom de rue, Bloch-Bauer-Promenade, d'après Adele et Ferdinand Bloch-Bauer, à Vienne, dans le quartier Favoriten, près de la nouvelle gare principale[6],[7].

## Littérature
- Hubertus Czernin, Die Fälschung : der Fall Bloch-Bauer, Czernin, 1999 (ISBN 3-7076-0000-9 et 978-3-7076-0000-1, OCLC 44979839, lire en ligne)
- Gustav Klimt, Gerbert Frodl et Österreichische Galerie Belvedere, Klimt und die Frauen, Dumont, 2000 (ISBN 3-7701-5370-7 et 978-3-7701-5370-1, OCLC 45109498, lire en ligne)